# شارنفود سينجسري
شارنفود سينجسري (مواليد 22 مارس 1987) هو سبّاح تايلاندي، مثّل بلاده في الألعاب الأولمبية الصيفية 2004.

## روابط خارجية
شارنفود سينجسري على موقع الاتحاد الدولي للسباحة (الإنجليزية)
- شارنفود سينجسري على موقع SwimRankings.net (الإنجليزية)
- شارنفود سينجسري على موقع اللجنة الأولمبية الدولية (الإنجليزية)
- شارنفود سينجسري على موقع أوليمبيديا (الإنجليزية)